# Knema elegans
Espèce
Synonymes
- Knema siamensis Warb. in Repert. (1919)[1]
- Myristica elegans Pierre ex Warb. (1897)[2]

Knema elegans est une espèce de plantes à fleurs de la famille des Myristicaceae trouvée en Asie du Sud-Est, dans le sud de la Chine (Yunnan) et en Indochine (Cambodge, Birmanie, Thaïlande, Viêt Nam). Elle est connue sous le nom jia guang zi (假广子) en Chinois.
C'est un arbre trouvé dans la forêt tropicale humide.
L'huile tirée des graines contient des acides anacardiques

## Publication originale
- Otto Warburg, Monogr. Myristic. Nova acta Academiae Caesareae Leopoldino-Carolinae Germanicae Naturae Curiosorum, Dresde, 198, 68: 615.